# Mutations
Mutations —en español: Mutaciones— es el sexto álbum de estudio del músico estadounidense Beck, lanzado el 3 de noviembre de 1998 a través de DGC Records.

## Historia

### Antecedentes y grabación
El álbum fue producido por Nigel Godrich, quien era conocido en ese momento por su trabajo anterior con Radiohead.
El título podría ser un guiño a la influyente banda brasileña Os Mutantes. La canción Tropicalia es un pastiche de los artistas del género de la época.
El álbum contiene una serie de teclados Moog, guitarras acústicas y arreglos de cuerda. El estilo de producción es muy diferente al de su anterior álbum Odelay, que fue fuertemente influenciado por la música hip hop y contenía muchos samples. El contenido lírico de Mutations es mucho más sombrío y serio de lo que en Odelay, particularmente en las canciones Nobody's fault but my own y Dead melodies. Debido a que Beck consideró que algunas canciones no encajaban con el disco se decidió entonces a rehacerlas de nuevo. El resultado fue un trabajo cálido, más folk y blues, con apuntes psicodélicos y algún que otro aroma brasileño.

### Título y embalaje
El título del álbum podría ser un tributo a una influyente banda brasileña de finales de los 60s llamada Os Mutantes, el mítico grupo de Rita Lee, Arnaldo Baptista y Sérgio Dias. La canción Tropicalia es un pastiche de los artistas del género de la época. La portada del disco es una foto de Beck enredado en una envoltura de plástico, que fue tomada por el fotógrafo Autumn de Wilde. La dirección de arte estuvo a cargo del artista abstracto Robert M. Fisher. El interior incluye esculturas y dibujos del artista Tim Hawkinson.

## Lanzamiento

### Controversia conGeffenyBong Load Records
En abril de 1999 la multinacional Geffen y el sello indie Bong Load Records iniciaron una demanda contra Beck por incumplimiento de contrato, después de fracasar su renegociación con Geffen. Esto dio lugar a una contrademanda presentada por Beck en contra de ambos sellos, argumentando que no había recibido ningún pago por el álbum. Si bien originalmente estaba previsto que el álbum fuera lanzado por Bong Load Records, finalmente fue publicado por Geffen. Finalmente Beck llegó a un acuerdo con ambos sellos y todas las demandas fueron dejadas sin efecto.

### Sencillos yThe Mutations Conversations
Los sencillos del álbum fueron "Tropicalia", "Cold Brains", y "Nobody's Fault But My Own", siendo estas algunas de las piezas más destacadas del álbum. No hubo videos promocionales de ninguno de los sencillos. The Mutations Conversations no forma técnicamente parte del álbum, pero fue un sencillo promocional del mismo. Este es un sencillo de promoción del álbum Mutations que fue lanzado el 1998 a través de la discográfica DGC/Bong Load Custom Records. Además en el CD, The Mutations Conversations, se incluye una entrevista al cantante Beck que fue realizada por el periodista musical Neil Strauss en agosto de 1998. La entrevista gira en torno a los siguientes temas: la elaboración de los álbumes, los músicos, canciones y la inspiración para crearlas y lo próximo de Beck. Los títulos oríginales que hacían referencia a los tema de la entrevista eran:
1. The Process
2. The Music
3. The Body of Work
4. The Plans
5. The Sacrifice

### Recepción
Mutations alcanzó el puesto # 13 en los EE. UU., siendo disco de oro, alcanzó el # 24 en el Reino Unido y el # 23 en Australia. A partir de julio de 2008, Mutations ha vendido 586.000 copias en Estados Unidos. El álbum recibió críticas positivas, obteniendo cuatro estrellas en Rolling Stone y 9.0 en Pitchfork Media. Allmusic considera el registro como "Uno de los mejores álbumes de la década de 1990". En la promoción de Mutations, Beck apareció en Saturday Night Live, interpretando las canciones "Tropicalia" y "Nobody's Fault But My Own". Este álbum estableció a Beck como un ecléctico e innovador artista en la época contemporánea por su alto y diverso rango de géneros incorporados: en este caso explora tropicalia (el título del disco hace homenaje al grupo Os Mutantes), bossa nova, blues y country.

## Lista de canciones
| N.º | Título                            | Escritor(es) | Duración |  |
| 1.  | «Cold Brains»                     | Beck Hansen  | 3:41     |  |
| 2.  | «Nobody's Fault but My Own»       | Beck Hansen  | 5:02     |  |
| 3.  | «Lazy Flies»                      | Beck Hansen  | 3:44     |  |
| 4.  | «Canceled Check»                  | Beck Hansen  | 3:14     |  |
| 5.  | «We Live Again»                   | Beck Hansen  | 3:05     |  |
| 6.  | «Tropicalia»                      | Beck Hansen  | 3:20     |  |
| 7.  | «Dead Melodies»                   | Beck Hansen  | 2:36     |  |
| 8.  | «Bottle of Blues»                 | Beck Hansen  | 4:56     |  |
| 9.  | «O Maria»                         | Beck Hansen  | 3:59     |  |
| 10. | «Sing It Again»                   | Beck Hansen  | 4:19     |  |
| 11. | «Static»                          | Beck Hansen  | 4:18     |  |
| 12. | «Diamond Bollocks» (pista oculta) | Beck Hansen  | 6:00     |  |

### Bonus tracks
Muchas versiones fuera de los Estados Unidos contienen como Bonus tracks:

| N.º | Título                                 | Duración |  |
| 1.  | «Runners Dial Zero»                    | 4:06     |  |
| 2.  | «Halo of Gold»                         | 4:29     |  |
| 3.  | «Black Balloon»                        | 3:30     |  |
| 4.  | «Electric Music and the Summer People» | 3:35     |  |

## Personal
- Beck – guitarra, armónica, piano, glockenspiel, voz, productor
- Elliot Caine – trompeta
- David Campbell – arreglista, director de orquesta, viola
- Larry Corbett – violonchelo
- Warren Klein – sitar, tambura
- Bob Ludwig – masterización
- David Ralicke – flauta, trombón
- Nigel Godrich – productor, mezcla
- Smokey Hormel – guitarra, percusión, coros, cuica
- Joey Waronker – percusión, batería, sintetizador tambores
- Robert Fisher – dirección de arte
- Justin Meldal-Johnsen – bajo, percusión, coros
- Roger Manning – sintetizador, teclados, clavicordio, voces de fondo
- John Sorenson – ingeniero auxiliar
- Charlie Gross – fotografía
- Autumn de Wilde – fotografía

## Sencillos de Mutations
| Sencillos de Mutations                                  | Sencillos de Mutations         |
| ------------------------------------------------------- | ------------------------------ |
| The Mutations Conversations Lanzamiento: agosto de 1998 | video Entrevista: Neil Strauss |
| Tropicalia Lanzamiento: 3 de noviembre de 1998          | video -                        |
| Cold Brains Lanzamiento: marzo de 1999                  | video -                        |
| Nobody's Fault But My Own Lanzamiento: abril de 1999    | video -                        |